# 브누아 아수에코토
브누아 아수에코토(프랑스어: Benoît Assou-Ekotto, 1984년 3월 24일~)는 카메룬의 전 축구 선수이다. 포지션은 풀백이다. 2010년 월드컵에서도 카메룬 대표로 출전하였다.